# Њ
 (août 2020).
Si vous disposez d'ouvrages ou d'articles de référence ou si vous connaissez des sites web de qualité traitant du thème abordé ici, merci de compléter l'article en donnant les références utiles à sa vérifiabilité et en les liant à la section « Notes et références ».
La lettre Њ (en minuscule њ), appelée nié (aussi orthographié ñé, njé, gné), est une lettre de l’alphabet cyrillique. Elle est une ligature des lettres Н et Ь. La lettre est utilisée en serbe, macédonien et monténégrin.

## Utilisation
Le son représenté par la lettre Њ est la consonne occlusive nasale palatale voisée.
Dans l’alphabet latin serbe, cette lettre est représentée par le digramme ǋ (qui est aussi utilisé en croate). La lettre est à la 17e position dans l’alphabet cyrillique serbe et à la 18e position dans l’alphabet macédonien. Elle a été introduite dans l’alphabet serbe par Vuk Stefanović Karadžić.

## Représentations informatiques
Le ñé peut être représenté avec les caractères Unicode suivants :
| formes    | représentations | chaînes de caractères | points de code | descriptions                    |
| --------- | --------------- | --------------------- | -------------- | ------------------------------- |
| capitale  | Њ               | Њ                     | U+040A         | lettre majuscule cyrillique nié |
| minuscule | њ               | њ                     | U+045A         | lettre minuscule cyrillique nié |